# Štavanj
Štavanj (cyr. Штавањ) – wieś w Bośni i Hercegowinie, w Republice Serbskiej, w gminie Rogatica. W 2013 roku liczyła 9 mieszkańców.